# La Révolution prolétarienne

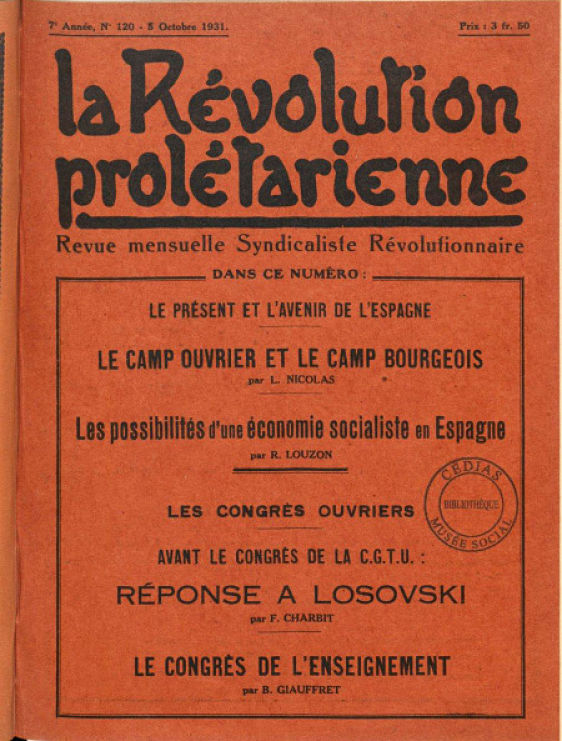
La révolution prolétarienne

La Révolution prolétarienne (Die proletarische Revolution) ist eine syndikalistische Zeitschrift, die im Januar 1925 von Pierre Monatte in Paris gegründet wurde. Sie erschien zunächst mit dem Untertitel „revue syndicaliste-communiste“ (syndikalistisch-kommunistische Zeitschrift) und ab 1930 mit „Revue syndicaliste révolutionnaire“ (Syndicalistisch revolutionäre Zeitschrift).

## Geschichte
Während sich zu Beginn des Ersten Weltkriegs fast alle französischen Gewerkschaftsführer der Union sacrée anschlossen, versuchte eine Minderheit eigene Wege zu gehen und sich über die Zimmerwalder Konferenz internationalistisch zu organisieren. 1917 unterstützten sie die Oktoberrevolution, die das Ideal, für das sie immer gekämpft hatten, zu verwirklichen schien. Viele dieser Leute traten nach dem Kongress von Tours der neuen kommunistischen Partei Frankreichs bei, wo einige von ihnen in verantwortliche Positionen aufrückten. Alfred Rosmer war Mitglied des Politbüros, Maurice Chambelland und Monatte waren bei der L’Humanité tätig. Die Zusammenarbeit war jedoch nur von kurzer Dauer. Die straffe Führung durch die Kommunistischen Internationale führte dazu, dass alle diese alten Internationalisten die Partei verließen oder ausgeschlossen wurden.
Die erste Ausgabe von La Révolution Prolétarienne erschien im Januar 1925. Als Kampfzeitschrift, die vor allem der Charta von Amiens treu blieb, war sie in vielerlei Hinsicht die Fortsetzung von La Vie Ouvrière, die 1909 ebenfalls von Pierre Monatte gegründet worden war. Sie lehnte sowohl den reformistischen Weg als auch die Unterordnung unter eine Partei ab, untersuchte praktische und theoretische Probleme der Arbeiterbewegung und veröffentlichte grundlegende Artikel, in denen die Frage des Kommunismus eine wichtige Rolle spielte, sowie Studien über das Gewerkschaftsleben, Streiks, die wirtschaftliche und industrielle Situation. Sie nahm einerseits frühzeitig eine kritische Haltung gegenüber dem französischen Kolonialismus ein, den sie als Imperialismus stigmatisierte, als auch gegen diktatorische – insbesondere stalinistische – Tendenzen in der Sowjetunion.
Zu den Autoren, die für die Zeitschrift schrieben, gehörten Daniel Guérin, Simone Weil, Victor Serge, Jean Maitron, Magdeleine Paz, George Orwell und Albert Camus. Die wichtigsten Gründer der Kommunistischen Partei Frankreichs, die ausgeschlossen wurden oder austraten – Fernand Loriot, Boris Souvarine, Alfred Rosmer –
– schrieben in den ersten Jahren in der Zeitschrift.
Die Zeitschrift wurde zunächst monatlich und von 1927 bis 1939 zweimonatlich herausgegeben. Die Veröffentlichung wurde 1939 mit dem Zweiten Weltkrieg eingestellt und 1947 unter der Leitung von Robert Louzon, Raymond Guilloré (1970–1981) und Jean Moreau (1983–2016) wieder aufgenommen. Monatte, Rosmer und Chambelland waren in den frühen 1950er Jahren sehr kritisch gegenüber der atlantischen Ausrichtung einiger Redakteure, und die Zeitschrift konnte ihren Einfluss aus der Zwischenkriegszeit nicht wieder erlangen.